# Ільча
Ільча — річка в Україні, на півночі Київської області. Ліва притока Іллі (басейн Дніпра). 

## Опис
Довжина 14 км, площа водозбірного басейну 52,4 км². Похил річки 1,4 м/км. Впадає у Іллю за 15 км від гирла.